# Miroslav Korman
Miroslav Korman (* 20. ledna 1948) byl slovenský a československý politik, po sametové revoluci poslanec Sněmovny liduFederálního shromáždění za Komunistickou stranu Slovenska, později za Stranu demokratické levice.

## Biografie
Ve volbách roku 1990 zasedl do Sněmovny lidu (volební obvod Středoslovenský kraj) za KSS, která v té době byla ještě slovenskou územní organizací celostátní Komunistické strany Československa (KSČS). Postupně se ale osamostatňovala a na rozdíl od sesterské strany v českých zemích se transformovala do postkomunistické Strany demokratické levice, do jejíhož klubu roku 1991 přešel. Ve Federálním shromáždění setrval do voleb roku 1992. V parlamentu se soustřeďoval na vojenská témata.
V letech 1979-1984 se jistý Miroslav Korman uvádí jako velitel 1. tankového pluku ČSLA Strašice s hodností kapitána (později majora). V letech 1984-1987 pak jako zástupce velitele 4. tankové divize (hodnost podplukovníka).